# Geoemyda japonica
La tartaruga foglia di Ryukyu (Geoemyda japonica Fan, 1931) è una rara specie di tartaruga della famiglia dei Geoemididi.

## Descrizione
È una testuggine di piccole dimensioni e gli adulti misurano fino a 160 mm di lunghezza. Il carapace, normalmente brunastro e ornato con macchie irregolari o raggi più scuri, è leggermente convesso, di forma allungata e con il margine posteriore seghettato; tre carene decorrono longitudinalmente sul carapace, evidenziate da un pattern di bande o cunei nerastri. Il piastrone, largo e allungato, è intaccato sia anteriormente (scuti gulari) che posteriormente (scuti anali) ed è di colore marrone scuro-nero uniforme, con i margini bordati di giallo in modo irregolare. La colorazione di testa e collo varia tra il giallo-arancio e il bruno-rossastro, con macchie di diversa forma, venature e linee tendenzialmente rossastre-giallastre. Non c'è dimorfismo sessuale per quanto riguarda la taglia, ma i maschi hanno il piastrone concavo e la coda relativamente più lunga e spessa delle femmine. La dieta comprende piccoli invertebrati terrestri e, secondariamente, frutta e vegetali.

## Distribuzione e habitat
G. japonica è endemica di Okinawajima, Kumejima e Tokashikijima (Arcipelago Ryukyu). È una specie prevalentemente terrestre che predilige l'umido sottobosco delle foreste primarie e di quelle secondarie ben sviluppate.

## Conservazione
Questa specie è considerata uno dei Monumenti Naturali Nazionali per il Giappone, pertanto il commercio e l'allevamento in cattività sono rigorosamente regolamentati. La principale minaccia deriva tuttavia dalla deforestazione che sta riducendo e frammentando l'habitat all'interno del già ristretto areale di questa testuggine.